# Pat McCrory
Patrick Lloyd McCrory, detto Pat (Columbus, 17 ottobre 1956), è un politico statunitense, governatore repubblicano della Carolina del Nord dal 2013 al 2017.

## Biografia
McCrory è nato a Columbus, nell'Ohio. Assieme alla sua famiglia, si trasferisce nella Carolina del Nord quando era bambino, e in quel periodo ricevette un'educazione a livello presbiteriano. Nel 1974 si è laureato presso la Ragsdale High School di Jamestown e in seguito ha frequentato il Catawba College di Salisbury, dove ha ricevuto una laurea in scienze politiche nel 1978. Nel 2001 lo stesso liceo gli ha poi conferito un dottorato onorario di lettere legali.
Nel 1995 è stato eletto sindaco della città di Charlotte, diventando a 39 anni il sindaco più giovane della città. Manterrà la carica di sindaco fino al 2009, poiché l'anno seguente si era candidato alle elezioni governatoriali in Carolina del Nord, che vennero poi vinte dalla democratica Beverly Perdue.
Nel 2012 McCrory ripresentò la sua candidatura come governatore, soprattutto dopo che la governatrice Perdue annunciò di non ricandidarsi più a causa di una multa di 30000$ ricevuta dopo che la sua campagna elettorale fu oggetto di indagini. Alle elezioni, dunque, McCrory sconfisse il candidato democratico Walter Dalton.
Nel 2016 corse di nuovo per una ricandidatura contro il procuratore generale democratico Roy Cooper. Al termine delle elezioni, queste videro la vittoria di Cooper, il quale vinse con uno strettissimo margine di voti. A seguito di questo evento, il governatore uscente McCrory ha chiesto un riconteggio dei voti, per evitare che si fossero verificate irregolarità. Circa un mese dopo le elezioni, i risultati ufficiali diedero come vincitore Cooper. McCrory, consapevole della sconfitta, concesse la vittoria al suo rivale.